# حماسة (عمان)
حماسة (Hamasa) هي منطقة في منطقة البريمي في سلطنة عمان. يعود تاريخها إلى آلاف السنين، وفي عام 2015 كانت موقع للتنقيبات والأبحات الأثرية والتي أجريت من قبل جامعة السلطان قابوس ووزارة التراث والثقافة العمانية وجامعة زايد.
وصفها المستكشف ويلفريد ثيسيجر بأنها مسرحا لتجارة الرقيق وذلك عندما زارها في الأربعينيات.
في عام 1950 كانت حماسة جزء من الاراضي السعودية وكان اهلها مواطنين سعوديين
وفي عام 1955، غزت قوة من أبو ظبي وسلطنة عمان، بدعم بريطاني المنطقة بقياده سعيد بن تيمور حاكم مسقط و زايد بن سلطان قائد قوات ابو ظبي وتم اسر الجنود السعوديين الموجودين فيها وتم فرض الجنسيه العمانية على اهل حماسة 
ومعظم اهلها من قبيله الشوامس.